# Вардан Багишеци
Вардан Багишеци (арм. Վարդան Բաղիշեցի; ? — 31 марта 1705) — армянский просветитель, летописец и церковный деятель, настоятель Амрдолского монастыря (hy).

## Биография
Родился в деревне Хоц, недалеко от Битлиса (арм. Багеш). Отца звали Егия, мать — Харип. Образование получил в Битлисе, в Амрдолском монастыре, у Хачатура вардапета. В 1663 году получает степень вардапета и вскоре становится настоятелем Амрдолского монастыря. В 1669—1671 годах посещает духовные центры в Тароне и Васпуракане, где развивает культурную и строительную деятельность. Особенно большое значение отдавал книжному делу, считая, что «обновление книг и возрождение их из праха и тления предпочтительнее сооружения церквей». Помимо рукописей религиозного содержания, до нас дошли и переписанные за этот период в Амрдоле исторические труды Бузанда, Корюна, Парпеци, Себеоса, Гевонда, Асохика, Ластиверци и Мецопеци. Под его руководством к преподаваемым в монастырской школе Амрдола предметам добавляются армянская литература, миниатюрная живопись и настенная живопись, школа достигает своего наивысшего расцвета и становится университетом. Из учеников Вардана впоследствии известность получили Католикос всех армян Абраам Хошабеци, Константинопольский патриарх Ованес Колот, Иерусалимский патриарх Григор Шхтаякир. Умер в 1705 году, похоронен во дворе Амрдолского монастыря. После его смерти школа Амрдола быстро приходит в упадок и вскоре закрывается.

## Литературное наследие

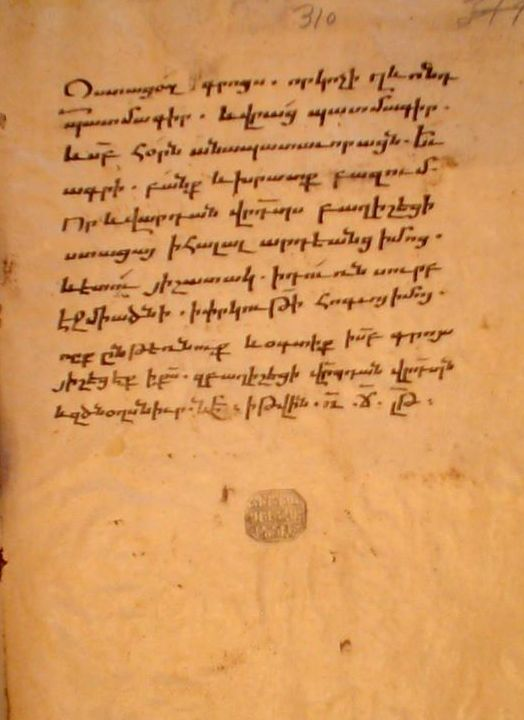
Памятная запись написанный Варданом Багишеци

В 1659 году написал хронографический труд, охватывающий период между 1170 и 1657 годами. Особенно ценны и уникальны сообщаемые им сведения о происшествиях в Битлисе в середине XVII века. В конце рукописи добавлены списки армянских историков и переведённых на армянский язык иноязычных историографических трудов. Отрывки этой «Хроники» изданы уже в 1888 году, более полное издание вышло в 1912 году.
Сохранился также составленный Варданом список хранившихся в библиотеке Амрдола рукописей и раннепечатных книг.

## Память
Еще при жизни получил известность и всеобщее признание. Современники называли его «храбрый оратор», «великий вардапет», «второй просветитель», «светоч мира». Такое положительное отношение к Вардану объясняется в одной памятной записке:
«И в наше время никто не похож на него, ибо он тот, кто просветляет, отстраивает и основывает священные церкви Армении, тот, кто много церквей на ноги поднял, кто многих святых мест восстановил и построил.»
До наших дней дошёл портрет Вардана Багишеци, выполненный по заказу его ученика, Иерусалимского патриарха Григора. Последний также написал панегирик в честь своего учителя. Вардану Багишеци посвящена и одна ашугская песня под названием «Восхваления Вардана вардапета Багишеци, сказанное ашугами» (арм. Գովասանք Վարդան վարդապետին Բաղիշեցւոյ, ասացեալ յաշըղներաց).